# Islândia nos Jogos Olímpicos de Verão de 1980
A Islândia participou dos Jogos Olímpicos de Verão de 1980 na cidade de Moscou, na então União Soviética. Nessa edição dos jogos o país não teve medalhistas.